# Rupe magna

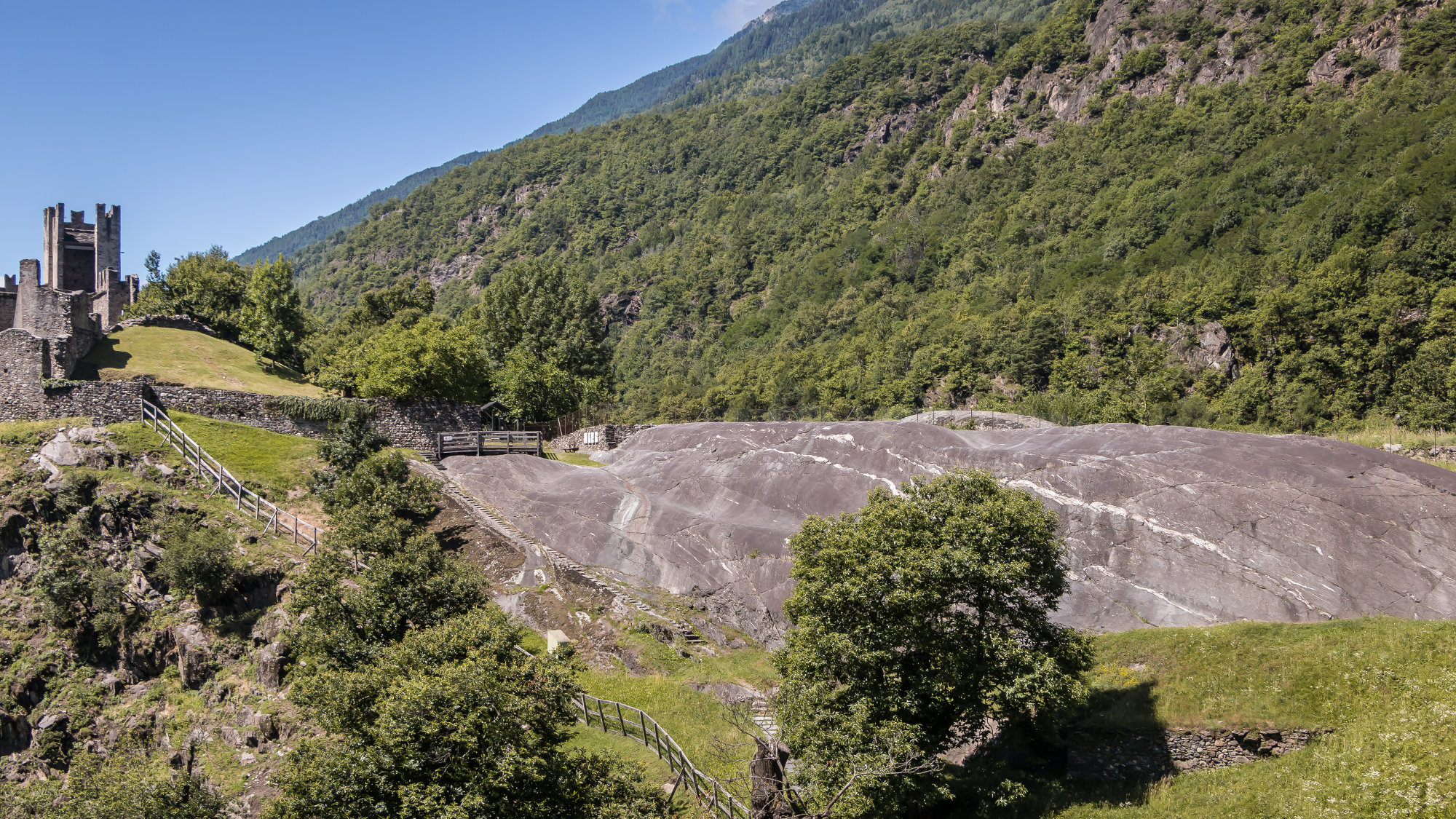

Rupe Magna é a maior rocha com incisões rupestres existente nos Alpes europeus, descoberta acidentalmente em 1966 pelo arqueólogo italiano Davide Pace.
Esta rocha, chamada pela população local de Dorso da Baleia, em função de seu gigantesco tamanho e forma alongada, fica localizada no Parque das Incisões Rupestres de Grosio, na região montanhosa da Valtellina, situada no extremo norte da Itália.
O símbolo antropomórfico do homem dentro de uma espiral é único entre as mais de 5.500 incisões existentes na Rupe Magna, e seu simbolismo real pode apenas ser imaginado pelos arqueólogos e apreciadores das artes rupestres. Talvez seja a representação de um ser divino ou com poderes mágicos, um guru da tribo.
As datações mostram que este ícone foi esculpido de 3 a 4 mil anos antes de Cristo, e é um dos mais antigos de toda a rocha!